# Satte
Satte (japanska: 幸手市?, Satte-shi) är en stad i Saitama prefektur i Japan. Staden fick stadsrättigheter 1954.